# Вредители и болезни орхидных закрытого грунта

К вредителям растений, относящихся к семейству орхидных, можно отнести более 32 видов, принадлежащими к 4 классам, 7 отрядам. Также известно более 90 грибов, бактерий и вирусов, вызывающих болезни орхидных: пятнистость листьев, гниль корней, молодых побегов, туберидиев, листьев и цветков.
Своевременное выявление вредителей и диагностика возбудителей заболеваний, знание их биологии и характера поражения ими растений, эффективная система борьбы с ними являются неотъемлемой частью комплекса работ по культивированию растений семейства орхидных.
Причинами поражения растений могут быть: нарушение правил карантина, ошибки агротехники, несоблюдение требований растений к гигро- и терморежиму. На видовой состав патогенов и характер их взаимоотношений огромное влияние оказывают флористический состав орхидных, экологические условия и условия выращивания растений: субстрат, система удобрений, аэрация, полив, освещение и проводимые защитные мероприятия.

## Вредители
- Растительноядные клещи

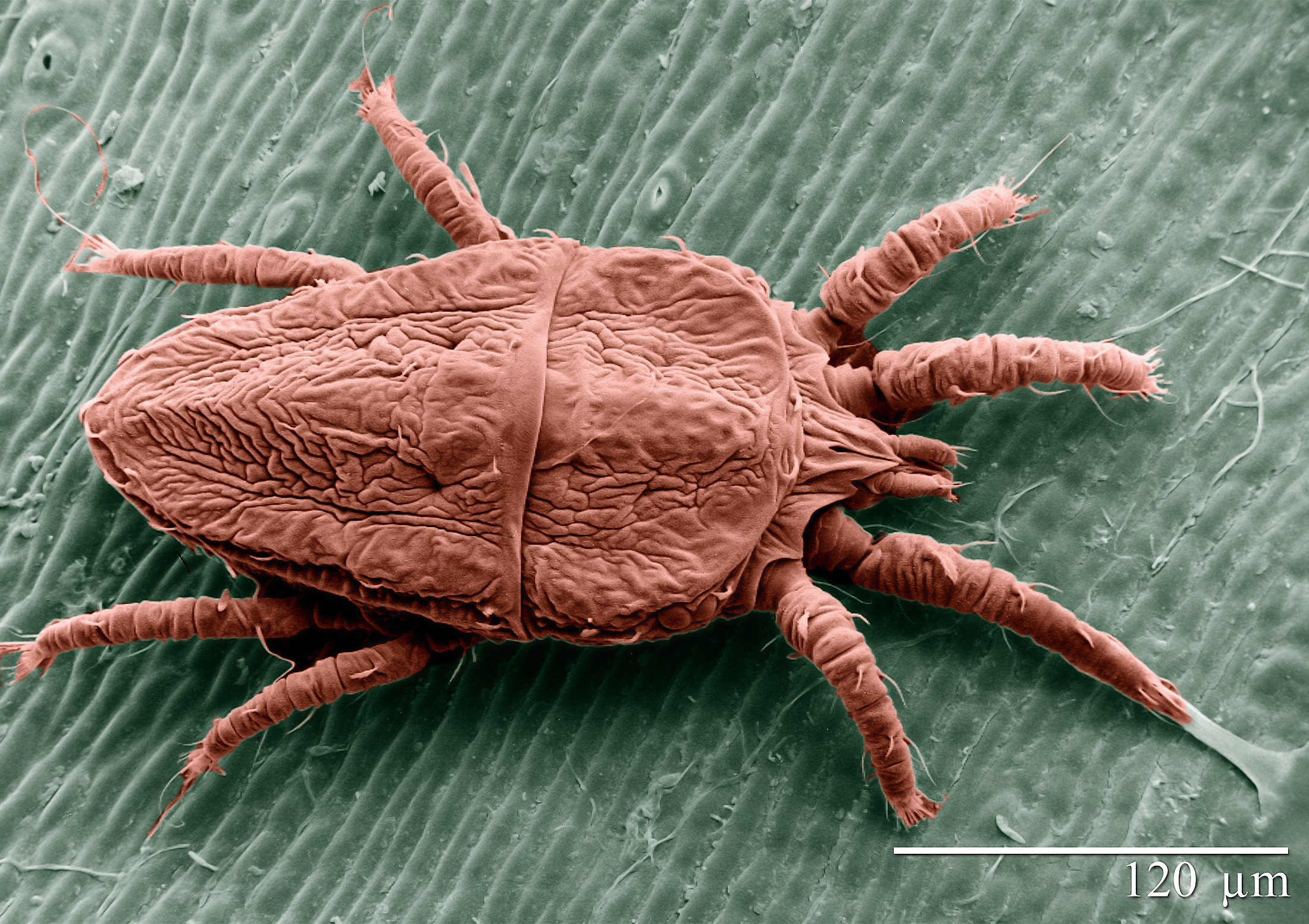
плоскотелка рода Brevipalpus

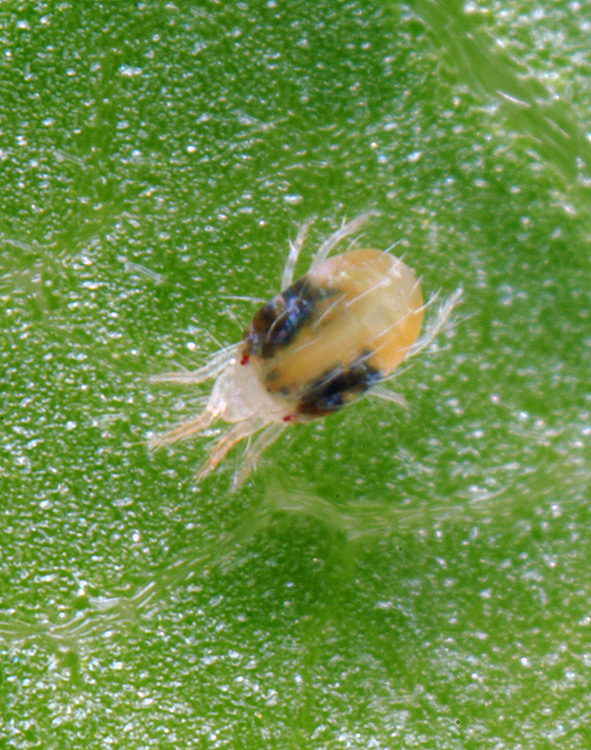
Паутинный клещ Tetranychus urticae

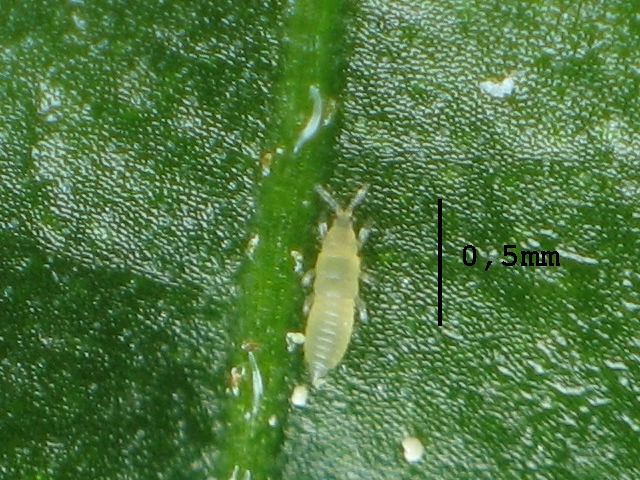
Нимфа трипса на листовой пластинке растения

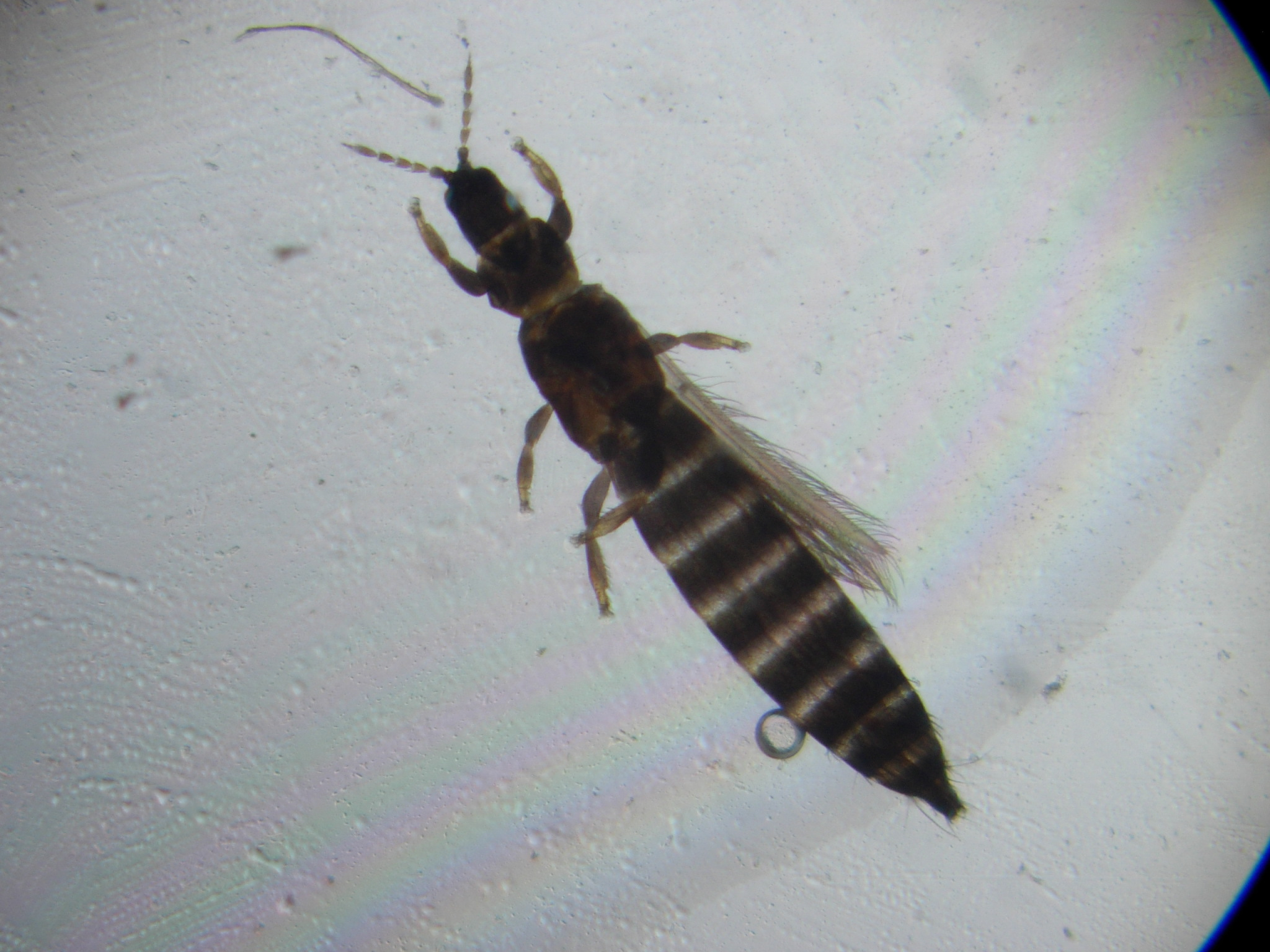
Трипс. Взрослое насекомое

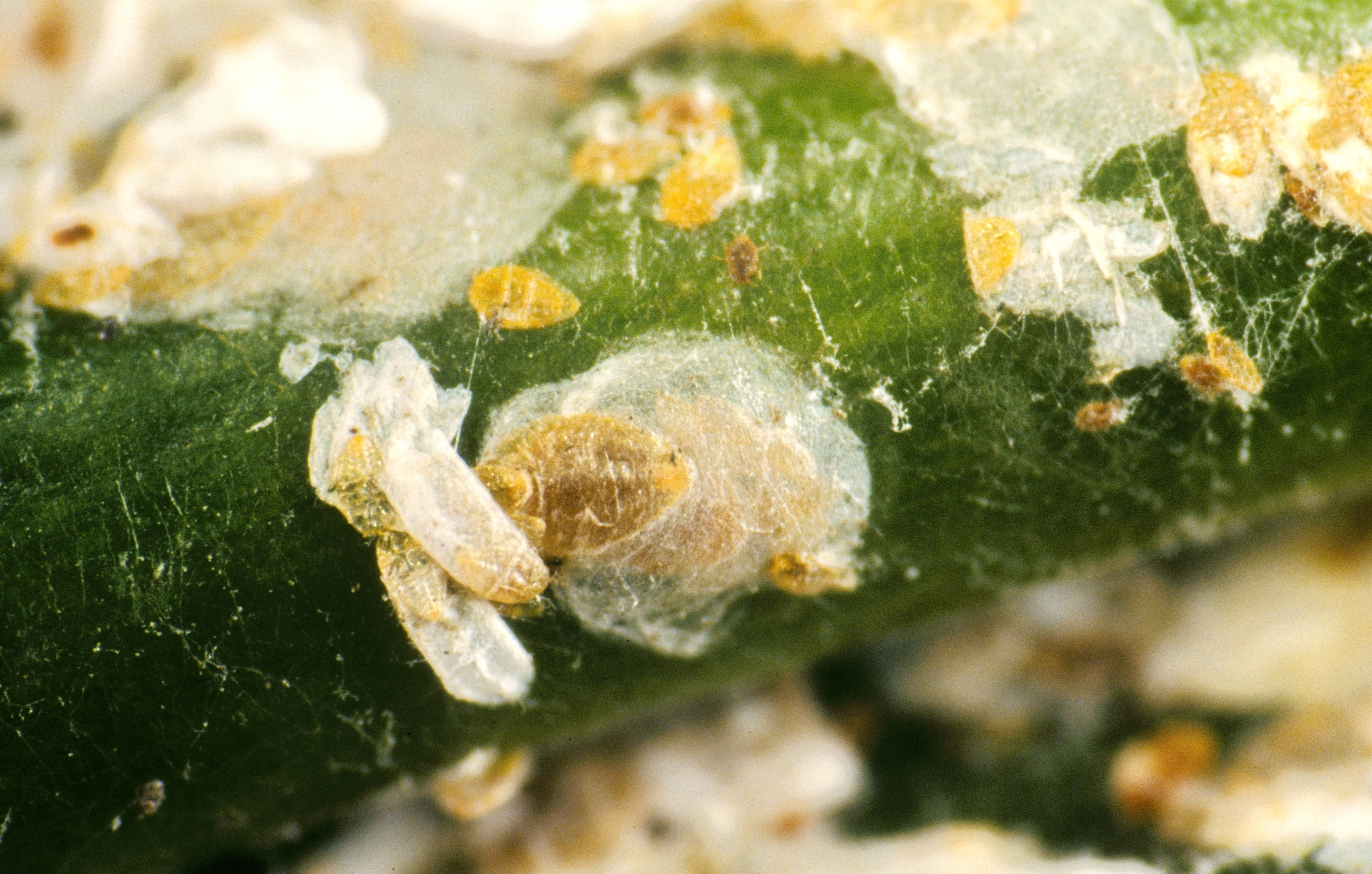
Щитовка на побеге растения

  - Паутинные клещи (Tetranychinae).
 Чаще всего на орхидных встречаются следующие виды: Tetranychus urticae, Tetranychus turkestani, Tetranychus cinnabarinus. Взрослые особи Tetranychus urticae и похожего на него Tetranychus turkestani желтоватого цвета, личинки, прото- и дейтонимфы жёлто-зелёные. У Tetranychus cinnabarinus взрослые особи красновато-коричневые или бордовые, яйца и личинки красноватые, прото- и дейтонимфы жёлто-зелёные. 
 Заселяют нижнюю поверхность листьев и бутоны цимбидиума, катазетума, тунии, эулофии и других растений. Питаются клеточным соком растений. 
Признаки поражения. Наличие мелких белых точек на листьях (в основном, с нижней стороны) и присутствие тонкой паутинки, оплетающей растения (или их части). Лист обесцвечивается, становится серым, позднее — бурым. 
 Паутинные клещи развиваются в защищенном грунте при температуре выше 12 °C. Сумма эффективных температур полного цикла развития составляет 120 °C. В год клещи дают до 20 генераций, развитие одного поколения длится 12-20 дней. При 20 °C клещи завершают развитие за 20 дней, при 25 °C за 10, при 32°С — за 6-6,5 дня. Оптимальными являются температура 28-32°С и относительная влажность воздуха 40-50 %. 
 Меры борьбы. Опрыскивание растений акрексом в концентрации 0,08 % или изофеном — 0,05, омайтом — 0,1 % и другими акарицидами. Развитие клещей сдерживает опрыскивание холодной водой нижней поверхности листьев 3-4 раза в день. Используется хищный клещ фитосейулюс (Phytoseiulus persimilis) из расчета хищник : жертва — 1 : 70 или 1 : 100. При этом в защищенном грунте поддерживают относительную влажность воздуха 70-80 %[1]. 
В условиях квартир наиболее безвредны препараты авермектиновой группы: актофит, фитоверм, вермитек. Данные препараты не действуют на яйца и не питающихся, ожидающих линьку, личинок и протонимф клеща. При температуре +20 °C необходимы, минимум, 3 обработки с интервалом 9—10 суток. При +30 °C 3—4 обработки с интервалом 3—4 суток[2].
  - Клещи плоскотелки, или ложные паутинные клещи, или плоские клещи (Tenuipalpidae).
 Основное анатомическое отличие от паутинных клещей — тело разделено поперечными швами на несколько частей (переднюю, среднюю и заднюю). 
Наиболее обычна плоскотелка оранжерейная (Brevipalpus obovatus). Повреждает листья стангопеи, фаленопсиса, пафиопедилюма, каланты, дендробиума, цимбидиума, липариса, целогины и др. Самка кирпично-красного цвета, тело угловато-яйцевидное, на спинной поверхности с сетчатым рисунком. Яйцо удлиненно-овальной формы, гладкое, ярко-красное. Личинка широкоовальная, красная, нимфа — удлиненно-овальной формы, красная. В закрытом грунте развивается круглогодично. 
 Признаки поражения. Поврежденные листья приобретают серебристо-белый цвет. Цветки деформируются. На поверхности листовой пластинки слабо заметны мелкие поколы. Без увеличительных оптических приборов клещи практически не видны. При сильном повреждении растение усыхает. 
 Меры борьбы. Опрыскивание растений амбушем в концентрации 0,05 %, цимбушем — 0,05, фозалоном — 0,2, акрексом — 0,08 % и другими акарицидами или инсектоакарицидами[1]. Наиболее безвредны в условиях квартир препараты авермектиновой группы: актофит, фитоверм, вермитек. Данные препараты не действуют на яйца и не питающихся, ожидающих линьку, личинок и протонимф клеща. Производится минимум 4 обработки с интервалом 3—4 суток. Данные препараты не действуют при температурах ниже +18 °C и не хранятся в водных растворах более суток[3]. 
 Несколько реже встречается: Tenuipalpus pacificus — длина тела взрослого клеща около 0,25 мм, обычно поражает фаленопсисы, а также аэридесы, каттлеи, циприпедиумы, пафиопедилумы, дендробиумы, онцидиумы, вандовую группу видов…. От плоскотелки оранжерейной (Brevipalpus obovatus) отличается наличием одной пары длинных тонких щетинок на заднем конце брюшка[4]. 
Ещё один распространённый представитель плоских клещей — онцидиумный плоский клещ (Brevipalpus oncidii) чаще всего поражающий плейоне, онцидиум, одонтоглоссум и россиоглоссум[5].
  - Луковичный клещ, или Клещ корневой луковый (Rhizoglyphus echinopus). 
Взрослые клещи овальной формы, белые или светло-жёлтые, с мощными коричневыми ногами. Развитие от яйца до взрослой особи при температуре 26-28 °C завершается за 9-11 дней, при 20 °C — 14 дней. Чаще клещ заселяет ослабленные растения, внедряясь внутрь корней, повреждает так же основания побегов. 
Меры борьбы. Опрыскивание растений акарицидами. Поврежденные части растений срезают и уничтожают[6].
- Насекомые
  - Тли. 
Наиболее распространена тля оранжерейная (Myzus persicae). Повреждает соцветия дендробиума, селенипедиума, ликасте, каттлеи, ванды. Летом на бутонах и цветках фрагмипедиума, цимбидиума, дендробиума поселяется тля свекловичная (Aphis fabae). На цветках целогины часто селится тля орхидная (Cerataphis orchidearum), а на цветках блетиллы развивается тля оранжерейная (Aulacorthum circumflexsus). 
Меры борьбы. Опрыскивание растений амбушем в концентрации 0,05 %, цимбушем — 0,05, актелликом 0,2 %, настоем табака с мылом. Применяют хищную галлицу афидимимизу (Aphidoletes aphydimysa) при соотношении хищника и жертвы — 1 : 50[1]. Для защиты комнатных растений рекомендуется использовать менее токсичный препарат фитоверм.
  - Кокциды, или червецы и щитовки. 
На орхидных встречаются щитовка орхидная (Pseudoparlatoria parlatarioides), щитовка бромелиевая (Diaspis bromeliae), ложнощитовка мягкая (Coccus hesperidum), червец мучнистый приморский (Pseudococcus maritimus) и другие виды. Эти насекомые поселяются на листьях, особенно в пазухах, на стеблях и цветоносах, на туберидиях под кроющей чешуёй. В местах их питания образуются светло-жёлтые мелкие пятна, позже вдавленные бурые, коричневые или малиново-фиолетовые. Червецы и щитовки выделяют много медвяной росы, которая обильно покрывает растение. На ней развиваются сажистые грибы (Capnopodium), в результате на растении появляются чёрные липкие участки. 
Повреждают все виды орхидных, особенно часто дендробиум, цимбидиум, пафиопедилюм, каттлею, стангопею, плейоне, блетилле. 
Меры борьбы. Трёхкратное опрыскивание через 7-10 дней фозалоном в концентрации 0,3 %, амбушем — 0,05, цимбушем — 0,05 %. В борьбе с червецами эффективен хищный жук криптолемус (Cryptolaemus montrouzieri) при соотношении хищника и жертвы — 1 : 50[1]. Для защиты комнатных растений рекомендуется использовать менее токсичный препарат фитоверм.
  - Трипсы 
Длина тела взрослых насекомых 2—2,5 мм. Имеет две пары крыльев. В спокойном состоянии, они сложены в узкую светлую полоску на спинке насекомого и практически не видны. Взрослые насекомые, обычно, имеют тёмную окраску — чёрную, или буроватую. Личинки большинства видов — жёлтые, или зеленоватые, трудно различимые на поверхности листовой пластинки. На орхидных наиболее обычны два вида: трипс оранжерейный (Heloithrips haemorrhoidalis) и трипс табачный (Thrips tabaci). Ведут скрытный образ жизни. Поражают цветки, листья и туберидии. На поврежденных листьях появляется характерная серебристая окраска с массой точечковидных тёмных экскрементов. Со временем пораженные участки буреют. Трипсы откладывают яйца в ткань листьев. Чаще всего повреждаются туния, цимбидиум, эпидендрум, фаюс, ангулоа, стеноринхус, спатоглоттис, катазетум и др.
Меры борьбы. Трёхкратное опрыскивание растений актелликом в концентрации 0,2 %, хостаквиком — 0,1, изатрином — 0,1 % или другие системные инсектициды с интервалом между опрыскиванием 10 дней. Так же эффективен хищный клещ амблисейус (Amblyseius mackenziei) в соотношении хищника и жертвы — 1 : 25[1] Для защиты комнатных растений рекомендуется использовать менее токсичный препарат фитоверм.
  - Кузнечик оранжерейный (Tachycinrs asynamorus).
  - Грибные комарики — Сциариды (Sciaridae). 
Личинки некоторых видов этого обширнейшего семейства могут повреждать корни растений. Были случаи выедания корневой меристемы укореняющихся дендробиумов фаленопсисов и некоторых других видов орхидей[7].
- Брюхоногие моллюски.
Питаются ночью, днем прячутся в различные укрытия. Поедают любые нежные части растений. Крупные улитки и слизни легко обнаруживаются по оставленной на растении слизи серебристого цвета. Мелкие улитки обнаруживаются выползшими на субстрат при погружении растения в воду на 15-30 минут. Корни орхидных часто повреждает улитка Zonitoides arboreus. 2-3 взрослых улиток этого вида живущих в горшке с растением достаточно для причинения серьёзного вреда корням. В качестве моллюскоцидов применяются препараты: Мезурол (Mesurol), Sluggo, Slug-fest, Durham, Schneckenkorn или Метальдегид (торговые марки «Мета» или «Гроза») один раз в три-четыре недели[8].
- Мокрицы. 
Повреждают все части растений. Мокриц вылавливают на приманки из картофеля, яблок и сбродившего пива. Растения опрыскивают амбушем в концентрации 0,05 % или фозалоном в концентрации 0,2 — 0,3 %.
- Кивсяки.
Повреждают корни взрослых растений и все части молодых растений. Методы борьбы см. Мокрицы.
- Ногохвостки, или подуры (Collembola).
Повреждают корешки сеянцев, для взрослых растений не опасны.

## Заболевания

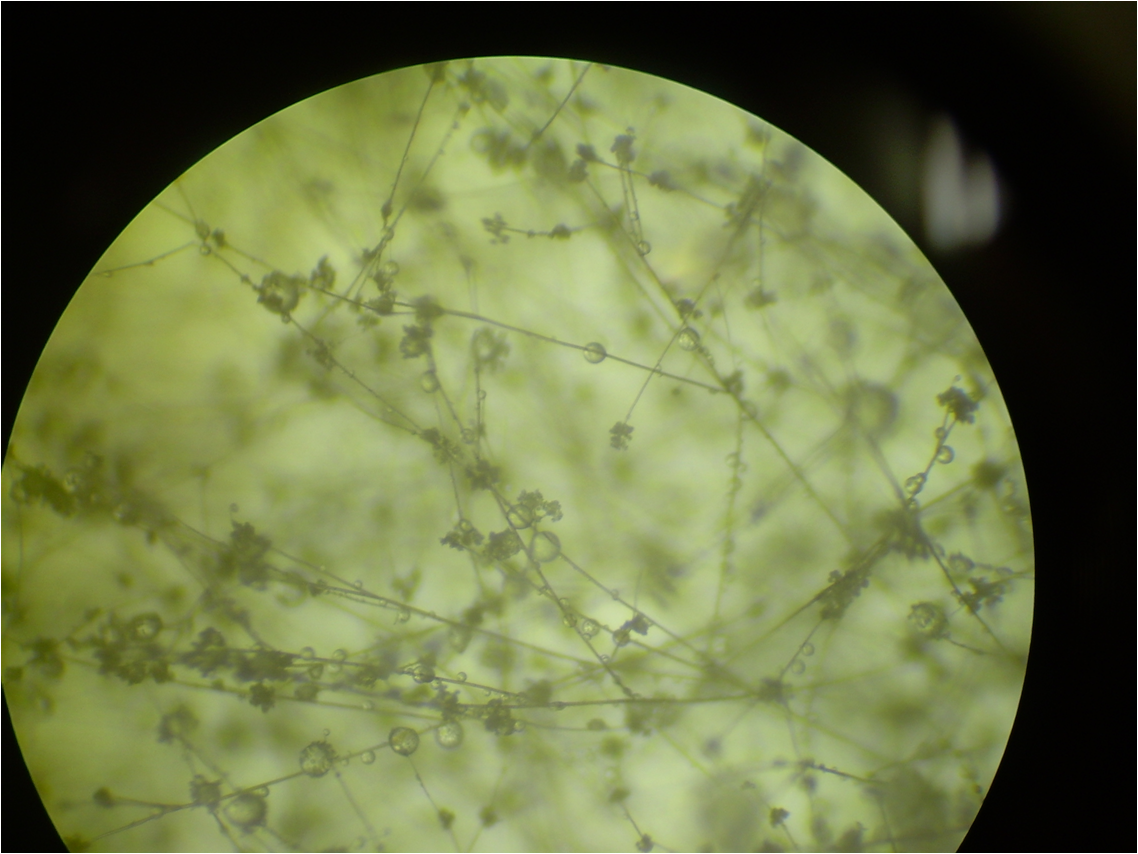
Возбудитель серой гнили, гриб Botrytis cinerea. Увеличен 4.5X

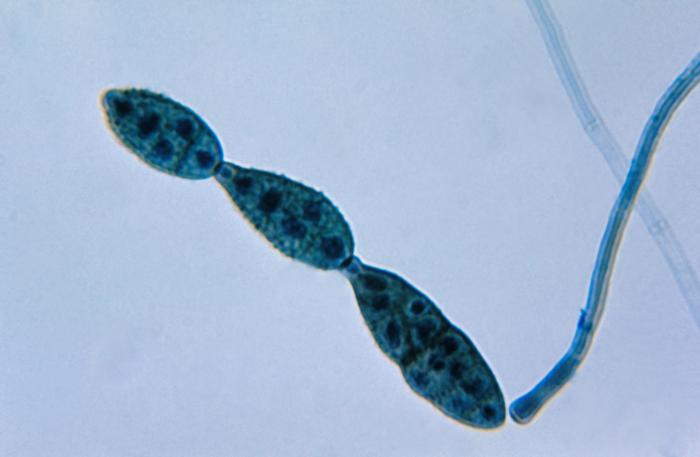
Гриб Alternaria sp

- Чёрная гниль. 
Возбудителями являются грибы: Pythium ultimum, Pythium debaryanum, Phytophthora omnivora. Этими видами растения поражаются в любом возрасте. Наиболее опасна гниль корней и основания туберидия. В результате гибнет все растение. Болезнь носит очаговый характер и быстро распространяется от больных растений к здоровым. Пораженные ткани чернеют. Туберидии мумифицируются. Распространению заболевания способствуют низкая температура и высокая влажность воздуха и почвенного субстрата, когда корневая система развивается медленно, а отдельные участки корней, вследствие недостатка воздуха и переувлажненном субстрате, отмирают и становятся доступными патогенным грибам. Чёрной гнилью поражаются каттлея, стангопея, лелия, лелиокаттлея, пафиопедилюм. 
Меры борьбы. Оптимизация условий увлажнения. Опрыскивание и полив растений препаратами меди: хлорокисью меди в концентрации 0,5 %, хомецином — 0,4, медным купоросом в разведении 1 : 100000. Больное растение уничтожают[1]. Фунгициды замедляют развитие заболевания.
- Корневая гниль. 
Возбудители: Fusarium oxysporum, Fusarium solani var. argillaceum, Fusarium sporotrichiella, Fusarium javanicum и др. 
Пораженные корни, туберидии и листья загнивают, размягчаются и буреют. Возбудители заболевания проникают в корни через повреждения. Заболевание отмечено на цимбидиуме, пафиопедилюме, ванде, мильтонии и одонтонии. 
Меры борьбы. Оптимизация условий выращивания. Трёхкратный полив и опрыскивание растений суспензией фундазола в концентрации 0,2 %, топсина-М — 0,2 %, беномила — 0,2 % с интервалом в 10 дней[1].
- Коричневая гниль. 
Возбудители — бактерии родов Erwinia, Pseudomonas и др. Чаще поражаются молодые листья и побеги. На них появляются водянистые, светло- и тёмно-коричневые пятна, быстро увеличивающиеся в размере. При поражении стеблей и точки роста гибнет все растение. Бактериальная гниль прогрессирует при наличии избыточного увлажнения низкой температуры воздуха. Поражаются каттлея, цимбидиум, фаленопсис, пафиопедилюм. 
Сильно пораженные растения уничтожают. Локальные пятна вырезают до здоровой ткани, места среза засыпают толченым углем. Улучшают гигро- и термо-режим. В качестве профилактики производится опрыскивание препаратами на основе меди[1].
- Фузариозная гниль. 
Возбудитель — Fusarium moniliforme var. lactis. Вызывает пятнистость и гниль листьев, туберидия, центральной отрастающей точки побега. Параженные листья каланты желтеют, позже становятся тёмно-серыми. Ткань листа размягчается и покрывается спороношением гриба в виде беловато-розового налета. Края листьев подсыхают и скручиваются. На листьях цимбидиума образуются погруженные тёмно-коричневые пятна. Центральный побег загнивает и отмирает. Поражаются также ангрекум, эпидендрум, ванда, мильтония. 
Меры борьбы такие же, как с корневой гнилью[1].

- Серая гниль. 
Возбудитель — Botrytis cinerea. Поражает цветки. На лепестках появляются мелкие бурые пятнышки, позднее гниль распространяется на весь цветок. Чаще поражаются физиологически ослабленные растения. Избыточная относительная влажность воздуха и низкая температура — основные условия распространения заболевания. Поражаются преимущественно белоцветковые грексы каттлеи, фаленопсиса, цимбидиума. 
Пораженные цветки уничтожают. Понижают влажность воздуха, повышают температуру и улучшают вентиляцию[1].
- Антракноз. 
 Возбудители — грибы родов Colletotrichum, Gloeosporium, Cladosporium, поражают листья, побеги и туберидии. На них образуются четко ограниченные от здоровой ткани бурые пятна разной величины с мелкими черными точками — пикнидами гриба. Пораженный лист мозаично окрашивается и отмирает. 
 Развитию заболевания способствует высокая относительная влажность воздуха и температура. Инфекция распространяется с каплями воды при опрыскивании растений и поливе. Поражаются цимбидиум, каттлея, дендробиум, стангопея и другие орхидные.
Пораженные листья срезают. Сокращают использование азотных удобрений. При появлении заболевания растения опрыскивают фундазолом в концентрации 0,2 %, топсином-М — 0,2 %, хлорокисью меди — 0,5 % и другими фунгицидами 2-3 раза с интервалом 10 дней, профилактически 1 раз в месяц[1].
- Ржавчина. 
Возбудители грибы рода Uredo — Uredo behnickiana, Uredo nigropuncta. У разных видов орхидных признаки поражения различны. Часто наблюдается хлороз листьев. Поражаются каттлея, эпидендрум, онцидиум, блетия, стангопея. Возбудители завезены с Кубы. Больные растения уничтожают[1].

- Пятнистость листьев. 
Возбудители: Alternaria sp., Cercospora angreci, Cercospora odontoglossi, Chaetodiplodia sp., Coniothyrium sp., Corynespora cassiicola[англ.], Diplodia laelio-cattleyae, Diploida paraphysaria, Fulvia fulva, Lasiodiplodia theobromae, Leptothyrium sp., Phoma oncidii-sphacelati, Phyllosticta capitalensis, Pseudocercospora sp., Septoria selenophomoides[9].
- Вирусы 
В настоящее время известно более 50 вирусов, поражающих орхидеи[10].
  - Мозаика цимбидиума (Cymbidium mosaic virus (CymMV)). 
Возбудитель — вирус чёрной штриховатости цимбидиума (семейство Flexiviridae, род Potexvirus). На молодых листьях хлоротичные пятна и штрихи расположенные параллельно центральной жилке листа. По мере развития болезни штрихи и пятна становятся более очерченными и темными. Для старых листьев характерен некроз пораженных тканей. Растения отстают в росте, интенсивность цветения снижается. Инфекция распространяется тлей, при вегетативном размножении растений и инструментом при обрезке листьев и соцветий. 
Меры борьбы. Стерилизация режущих инструментов 70 % спиртом. Выбраковка больных растений[1][11][12].
  - Кольцевой вирус одонтоглоссума (Odontoglossum ringspot virus (ORSV), относится к роду Tobamovirus).
Встречается реже мозаики цимбидиума. Болезнь проявляется с появлением пятен на листьях и цветках[13].
  - Мозаика каттлеи. 
 Наиболее характерные симптомы поражения на цветках — пестролепестность, деформация, на листьях — слабая крапчатость, хлоротичность и деформация[1]. Согласно списку Американского фитопатологического общества, каттлеи поражаются двумя вирусами: Odontoglossum ringspot virus (ORSV) и Cymbidium mosaic virus (CymMV)[9].
- Неинфекционные заболевания. 
Неравномерный полив, перегрев в результате избыточного солнечного освещения, применение пестицидов, несбалансированное питание и ошибки культуры выращивания могут вызывать разнообразные пятнистости листьев, усыхание верхушек листьев, отмирание корней и прочие поражения тканей.

## Профилактические и фитосанитарные мероприятия

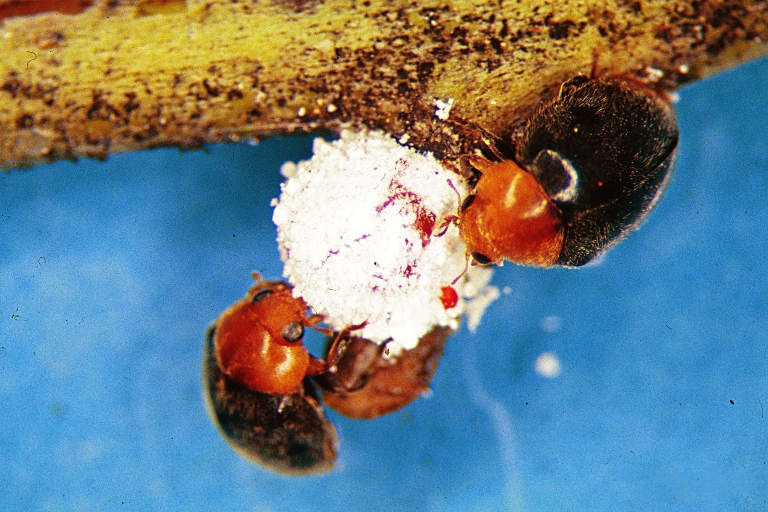
Жуки криптолемусы (Cryptolaemus montrouzieri) поедающие червеца

Методы управления ростом и развитием растений заключаются не только в высокой агротехнике, но и в приспособлении агротехнинических или других мероприятий к созданию условий неблагоприятных для размножения вредителей и развития болезней растений.
Для предупреждения завоза новых вредителей и возбудителей болезней весь поступающий посадочный материал подвергается тщательной энтомофитопфтологической экспертизе. Далее растительный материал подвергается обеззараживанию пестицидами и 2-3 месяца содержится изолированно от коллекции с ежедекадным контролем состояния растений.
Санитарно-гигиенические мероприятия:
- Установка растений на деревянные, металлические или пластиковые решётки во избежание переноса возбудителей корневых гнилей от растения к растению с поливными водами.
- Дезинфицирование горшков, блоков и других емкостей для вторичного использования 1,5%-ным раствором медного купороса.
- Выбраковка больных и сильно поврежденных растений.
- Уничтожение сорной растительности (резерваторы популяций фитофагов) внутри теплиц и оранжерей.
- Регулярное использование механических мер борьбы с вредителями:
  - использование ловчих приманок для мокриц и слизней,
  - протирка растений 40 % спиртом или раствором хвойного экстракта (20 г. на 1 л. воды) для снижения численности щитовок, ложнощитовок и червецов.
- Использование биологических методов:
  - интродукция и акклиматизация паразитов и хищников (фитосейулюс (Phytoseiulus persimilis), циклонеда (Cycloneda limbifer), афидиус (Aphidis matricariae), криптолемус (Cryptolaemus montrouzieri)),
  - использование фитонцидных растений,
  - использование растений-антагонистов для борьбы с возбудителями корневых гнилей.
- При малой эффективности предупредительных мер и высокой опасности сильного повреждения растений вредителями и патогенами, в апреле и в конце октября производится двукратная обработка комбинированной смесью пестицидов разрешённых для использования в защищенном грунте[1][6].